# Kaarsild (Tartu)
Le pont en arc  (en estonien : Kaarsild) est un pont à Tartu en Estonie.

## Présentation
Kaarsild est un pont piétonnier enjambant la rivière Emajõgi et reliant le centre-ville près de la place de l'hôtel de ville et le quartier d'Ülejõe.
Conçu par Peeter Varep, le pont a été construit en 1957-1959 sur le site de l'ancien pont de pierre qui avait été détruit pendant la Seconde Guerre mondiale,.
Kaarsild est un pont en béton armé à une travée.
Le pont a deux trottoirs, tous deux de 3,15 mètres de large. 
La portée de l'arc est de 57,4 mètres, la largeur de l'arc est de 1,08 mètre, la hauteur est de 8 mètres,.
En 2017, le pont a été rénové.
La nuit, le pont est décoré par des effets lumineux.
En 2018, la poste estonienne a émis un timbre représentant le Kaarsild pour le numéro annuel de la série Europa.

## Galerie

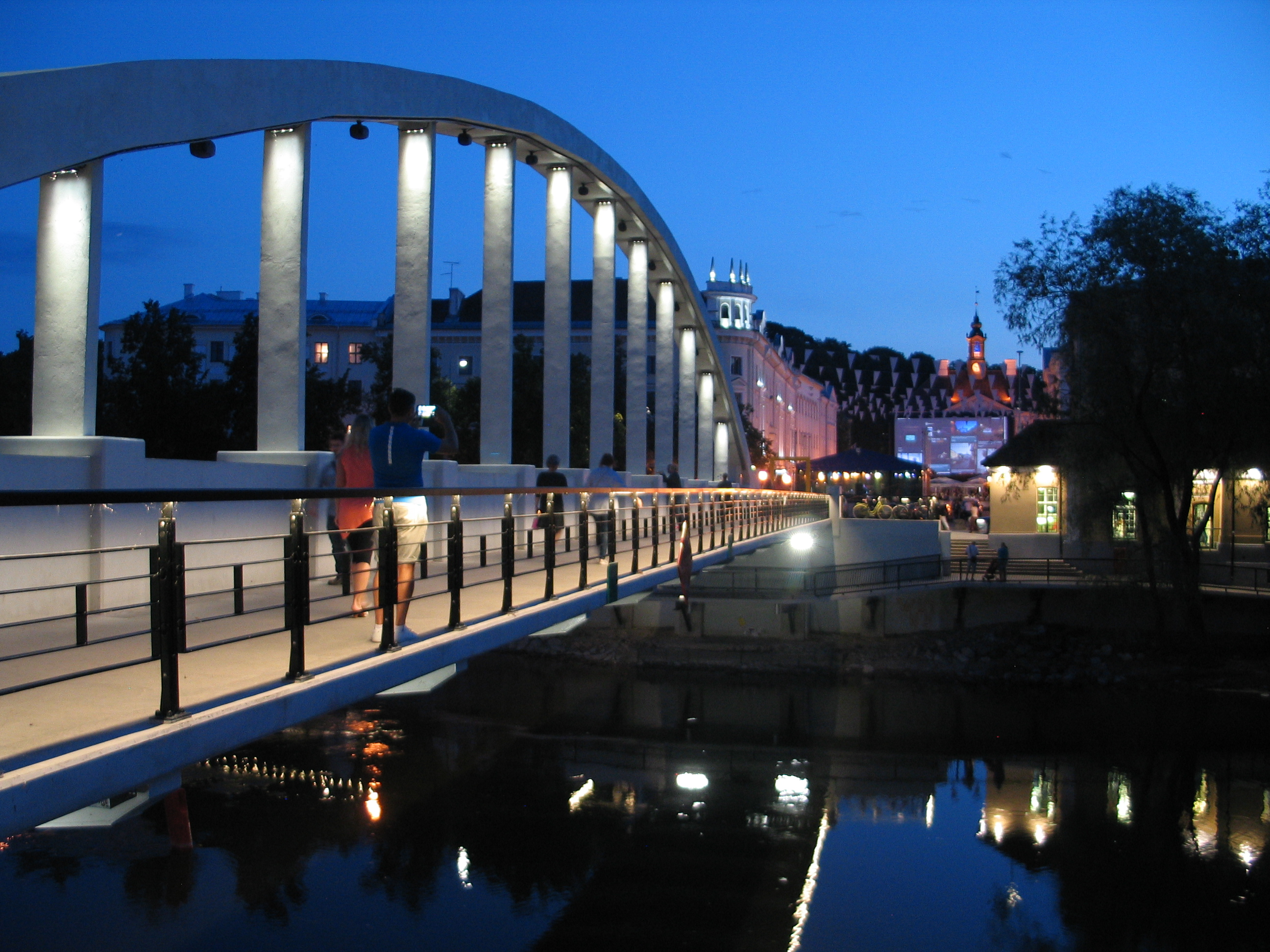
Soir sur le pont.
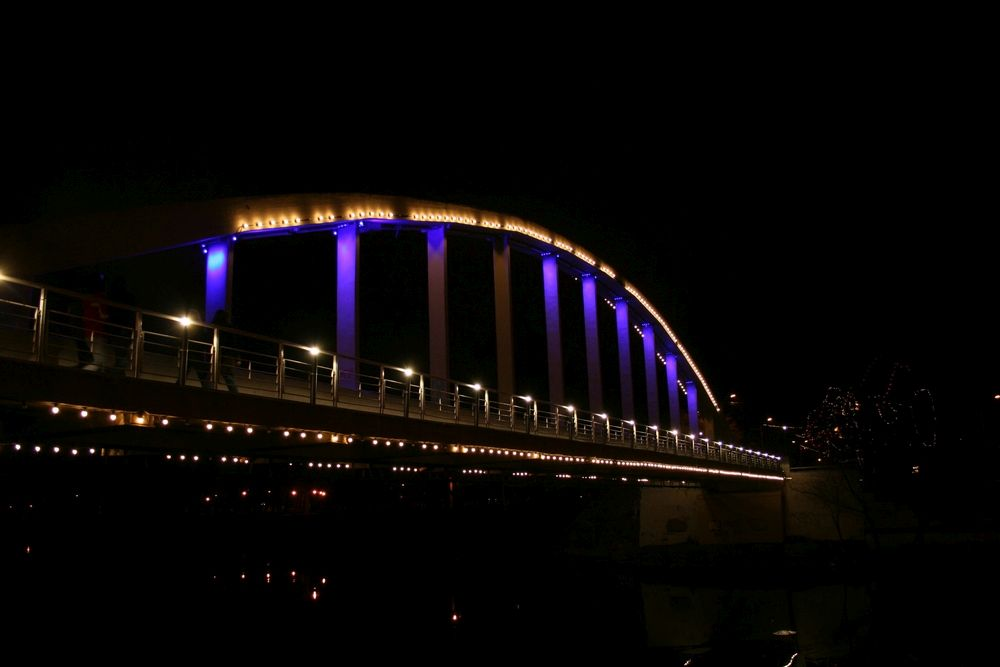
Nuit sur le pont.